# Вильва (приток Яйвы)
Ви́льва — река в Пермском крае, левый приток Яйвы, в которую впадает ниже посёлка Яйва. Длина — 107 км, общая площадь водосбора — 1180 км², средняя высота водосбора — 260 метра. Средний уклон — 0,9 м/км. Высота устья — 125,2 м над уровнем моря.
Исток реки в лесном массиве в 15 км к западу от посёлка Углеуральский. Исток и верховья находится в Губахинском районе, в среднем течении река некоторое время образует границу Кизеловского района и Александровского района, затем перетекает в Александровский район, где и проходит большая часть течения. Генеральное направление течения — север и северо-запад. Большая часть течения проходит по тайге. Крупнейшие населённые пункты на реке — посёлки Всеволодо-Вильва (среднее течение) и Яйва (устье). Кроме них в среднем течении на реке стоят деревни Ключи, Башмаки, Усть-Лытва и Малая Вильва. Впадает в Яйву чуть ниже села Яйва. Ширина реки в нижнем течении около 30 метров.
Река загрязнена стоками кислых вод из шахт Кизеловского угольного бассейна.

## Притоки (км от устья)
- 7,6 км: река Чёрная (пр)
- река Ольховка (лв)
- 26 км: река Ивака (пр)
- река Смолянка (лв)
- река Зорья (лв)
- река Ямная (пр)
- 33 км: река Сюрья (пр)
- река Власовка (пр)
- река Пистим (лв)
- 63 км: река Лытва (пр)
- река Берёзовый Лог (лв)
- река Кытелка (пр)
- 70 км: река Кизел (пр)
- 74 км: река Кыжья (лв)
- река Сухой Кизел (пр)
- река Каменка (пр)
- 86 км: река Абля (пр)
- река Чомшура (лв)
- река Большая Чомшура (лв)
- река Средняя Чомшура (лв)
- река Малая Чомшура (лв)

## Данные водного реестра
По данным государственного водного реестра России относится к Камскому бассейновому округу, водохозяйственный участок реки — Кама от города Березники до Камского гидроузла, без реки Косьва (от истока до Широковского гидроузла), Чусовая и Сылва, речной подбассейн реки — бассейны притоков Камы до впадения Белой. Речной бассейн реки — Кама.
Код объекта в государственном водном реестре — 10010100912111100007314.